# Thomas Lawrence Higgins
Thomas Lawrence Higgins (17 de junio de 1950 - 10 de noviembre de 1994) fue un escritor estadounidense y activista por los derechos de los homosexuales, a quien se le atribuye haber acuñado el término gay pride (en español orgullo gay). Es más conocido por el tartazo a la activista conservadora y anti-gay Anita Bryant en televisión en vivo.

## Biografía
Higgins nació en Beaver Dam, Wisconsin. Asistió a una escuela primaria católica en Minnesota, así como a escuelas secundarias católicas en Minnesota y Dakota del Norte, antes de ser aceptado en la Universidad de Dakota del Norte en 1967 para estudiar periodismo y teatro, antes de ser suspendido en 1968 por su participación en una organización estudiantil clandestina llamada Snow Job.

### Carrera y activismo
En 1969, Higgins se convirtió en la primera persona en Minnesota a quien se le concedió el estatus de objetor de conciencia de la Guerra de Vietnam. Por esta época se unió a la Fight Repression of Erotic Expression (FREE), donde se le atribuye haber acuñado el término gay pride (en español orgullo gay). Fue despedido de su trabajo en los Servicios de Radio Estatal para Ciegos como resultado de su afiliación con FREE. En respuesta, FREE hizo un piquete en su antiguo lugar de trabajo, protestando por protecciones contra la discriminación.
El 14 de octubre de 1977, Higgins y Bruce Brockway asistieron a una conferencia de prensa televisada previa al concierto en Des Moines presentada por la cantante y activista conservadora Anita Bryant, quien respondía preguntas sobre su plan para abrir una red de Centros Anita Bryant donde "los homosexuales podrían ir a rehabilitación". Durante la conferencia, Higgins se levantó y lanzó un pastel de crema de plátano en la cara de Bryant. Posteriormente él y cuatro compañeros salieron del estudio para responder a las preguntas de los medios. El esposo de Bryant, Bob Green, notó que uno de ellos sostenía un pastel sin usar y se lo presionó en la cara en represalia. No se presentaron cargos penales contra Higgins.
En 1980, Higgins y su amigo Bruce Brockway fundaron la Positively Gay Cuban Refugee Task, en respuesta a una afluencia de refugiados que huían de Cuba. Entre estos refugiados se encontraban hombres homosexuales, que enfrentaron persecución legal en su país de origen. Todos fueron alojados en campos de refugiados y no pudieron irse sin un patrocinador estadounidense. La organización ayudó a movilizar a la comunidad gay de Minneapolis para patrocinar a refugiados homosexuales y permitirles irse y reasentarse.

### Fallecimiento
Higgins murió de VIH/sida el 10 de noviembre de 1994, después de su amigo y compañero activista por los derechos de los homosexuales, Bruce Brockway, quien también murió de la misma enfermedad en 1984.